# Müzahir Sille
Müzahir Sille (Istanbul, 21 settembre 1931 – 17 maggio 2016) è stato un lottatore turco, specializzato nella lotta greco-romana.

## Palmarès
- Giochi olimpici

Roma 1960: oro nei pesi piuma.
- Mondiali

Karlsruhe 1955: argento nei pesi piuma.
Budapest 1958: argento nei pesi piuma.
- Balcanici

Istanbul 1959: bronzo nei pesi piuma.